# Plaußig

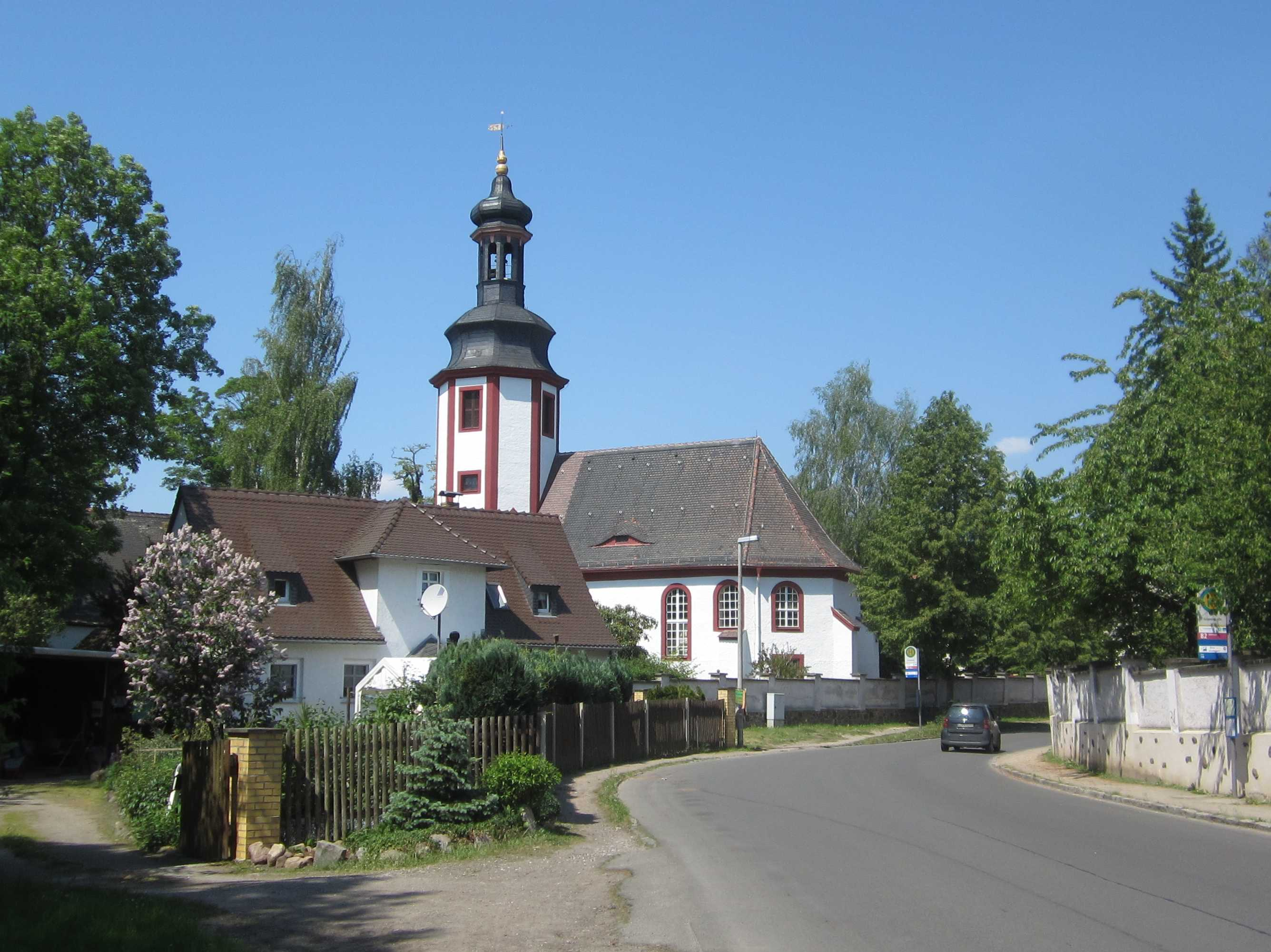
Grundstraße mit Martinskirche

Plaußig ist ein Stadtteil im Stadtbezirk Nordost von Leipzig, der 1995 durch Eingemeindung der zuvor selbstständigen Gemeinde entstand. Er bildet zusammen mit Portitz den Ortsteil Plaußig-Portitz. Stand 2020 hatte Plaußig 640 Einwohner.

## Lage

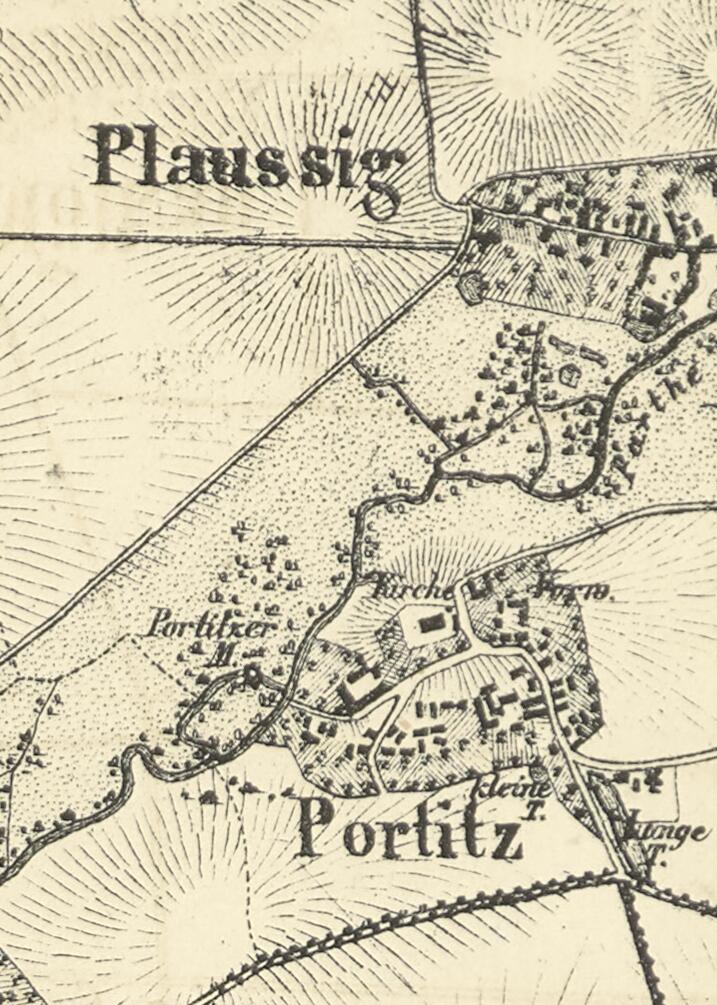
Plaußig auf einer Karte von 1863

Plaußig ist etwa acht Kilometer in nordöstlicher Richtung vom Leipziger Stadtzentrum entfernt. Seine Nachbarn sind im Osten Taucha mit seinen Ortsteilen und weiter in Uhrzeigerrichtung die Leipziger Stadtteile Portitz, Thekla, Seehausen und Hohenheida.

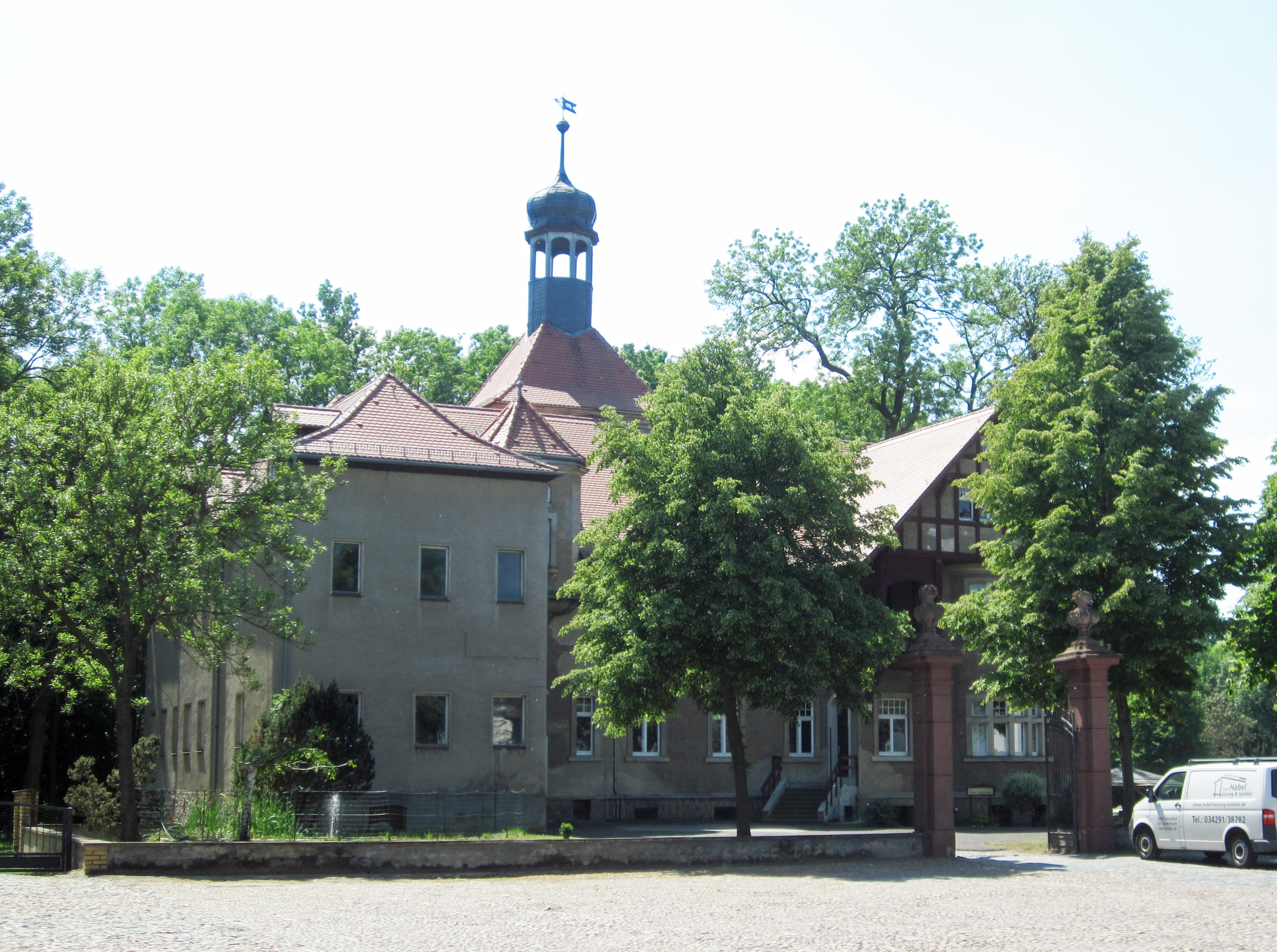
Schloss Plaußig

Südlich des Ortes verläuft die Parthe, die hier durch Wiesen und die Reste eines ursprünglich größeren Auwaldes fließt. Teile der Plaußiger Flur liegen im Landschaftsschutzgebiet Partheaue-Machern. Im Osten des ehemaligen Dorfes liegt der etwa einen Hektar große Dorfteich, der als Angelgewässer genutzt wird.
Nördlich des Ortes nimmt das BMW-Werk Leipzig 226 ha der insgesamt 516 ha umfassenden Flur Plaußigs ein. Weitere 30 ha entfallen auf ein Gewerbegebiet, das sich nach Norden direkt an den Ort anschließt.
Der Ort selbst hat seinen dörflichen Charakter mit Drei- und Vierseithöfen bewahrt. Nach Westen schließt sich ein Siedlungsgebiet mit Eigenheimen an. Im Zentrum des ehemaligen Dorfes liegen das frühere Rittergut mit seinem auch Schloss genannten Herrenhaus und die barocke Dorfkirche St. Martin.

## Geschichte

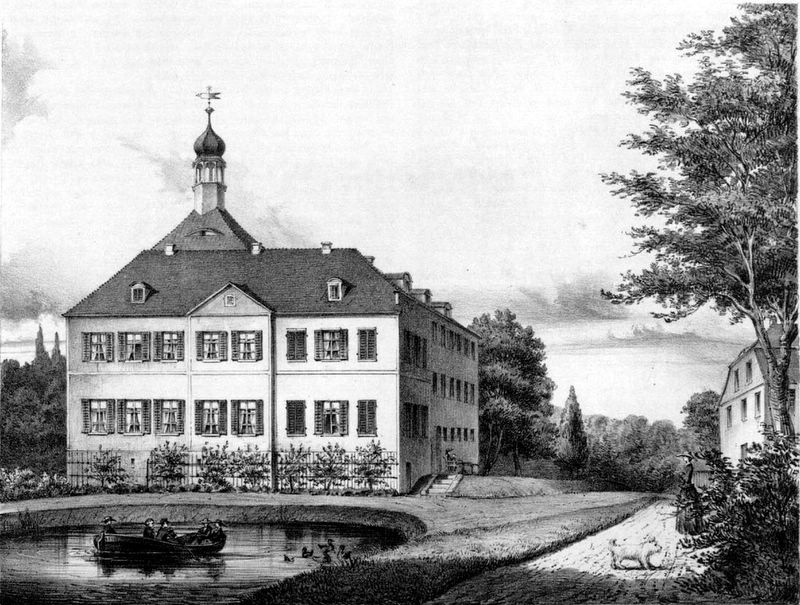
Herrenhaus (um 1860)

Die Siedlungsgeschichte der Plaußiger Flur reicht nahezu 5000 Jahre zurück. Archäologische Grabungen haben Hinweise auf eine Ansiedlung in der Jungsteinzeit (2400–1800 v. Chr.), eine Siedlung aus der bandkeramischen Kultur, Relikte aus der Jungbronzezeit (1000 v. Chr.) sowie ein slawisches Dorf (1000 n. Chr.) ergeben. Die erste urkundliche Erwähnung des Gassendorfes stammt aus dem Jahre 1275.
Der Name der Siedlung geht auf das slawische pluskat („plätschern“) zurück, was wahrscheinlich einen Hinweis auf die nahe gelegene Parthe darstellt. 1339 wurde der Ort als Herrensitz des Caspar Plusk genannt und ging 1490 in den Besitz der Leipziger Patrizierfamilie Thümmel über. 1551 lebten in Plaußig ca. 170 Personen. Während des Dreißigjährigen Krieges wurde Plaußig stark in Mitleidenschaft gezogen. 1656 wurde die Leipziger Familie Sieber Besitzer von Plaußig. Ratsbaumeister Johann Georg Sieber ließ von 1726 bis 1742 das Herrenhaus, die Pfarrei und die Kirche neu erbauen sowie eine Schule errichten.

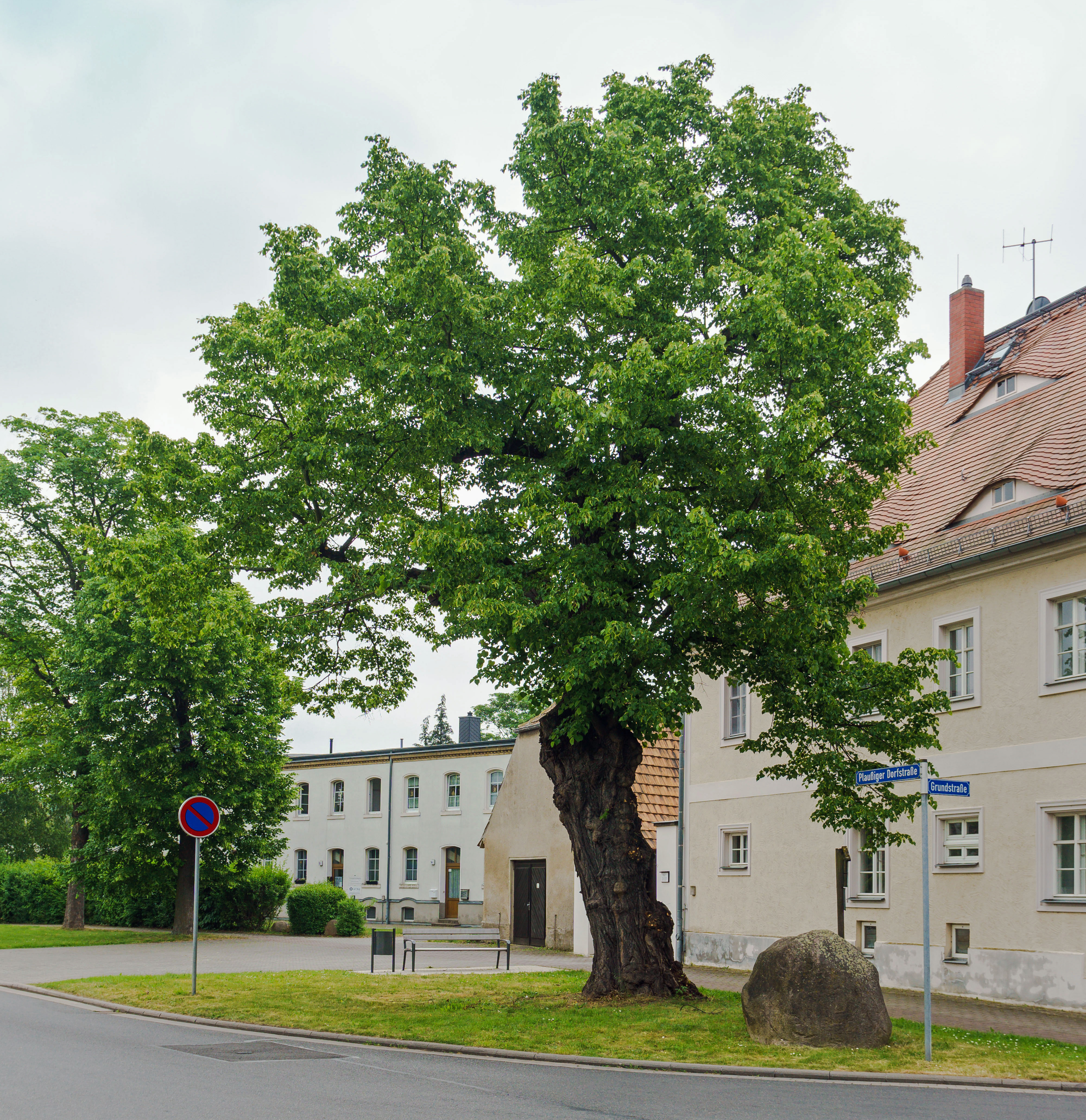
Steinlinde von 1868

Während der Völkerschlacht im Oktober 1813 wurde Plaußig, das nicht zum Hauptkampfgebiet gehörte, von französischen Truppen geplündert. Plaußig gehörte bis 1815 als Exklave innerhalb des Kreisamtes Leipzig zum kursächsischen Amt Delitzsch. Da durch die Beschlüsse des Wiener Kongresses das Amt Delitzsch im Jahr 1815 zu Preußen kam, wurde die Exklave Plaußig in das den Ort umgebende königlich-sächsische Kreisamt Leipzig integriert.
1859 wurde im Ort eine neue Schule errichtet, die bis 1940 genutzt wurde. 1868 wurde neben dem Pfarrhaus eine Steinlinde gepflanzt, die seit 1999 Naturdenkmal ist. Durch die Nähe zu Leipzig wurde Plaußig in der Folge zu einem beliebten Ausflugsziel der Stadtbevölkerung. Besondere Berühmtheit erlangte dabei die aus der Dorfschmiede hervorgegangene Gastwirtschaft „Grüne Aue“ in der Nähe der Parthe, die von 1872 bis 1982 betrieben wurde.

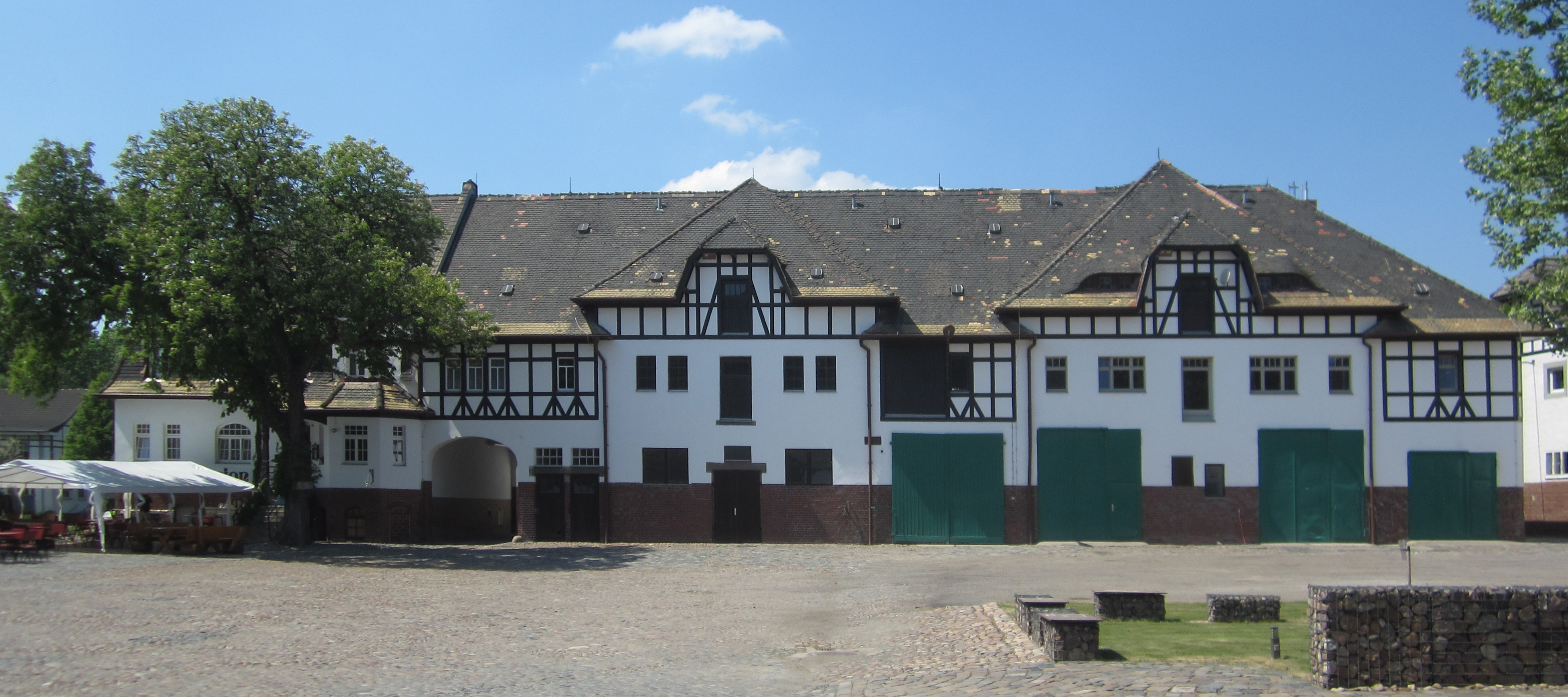
Rittergutsgebäude von 1910

Der letzte Besitzer des Plaußiger Guts Otto Kabitzsch verkaufte es 1890 an das Johannishospital zu Leipzig, das es durch Pächter betreiben ließ. Um 1910 entstanden die Wirtschaftsgebäude des Gutes zwischen Herrenhaus und Dorfstraße neu.
Nach Ende des Zweiten Weltkriegs wurde das Rittergut im Verlauf der Enteignung durch die Bodenreform nicht aufgeteilt, sondern in ein Volksgut umgewandelt. Die Ackerflächen wurden überwiegend zur Saatgutzucht genutzt. 1951 wurde es organisatorisch mit den Gütern Abtnaundorf und Graßdorf vereinigt. Ab 1973 gehörte es zur KAP Leipzig-Nord, die für die Bearbeitung einer Feldfläche
von 4200 ha zuständig war. Die landwirtschaftliche Nutzung hält bis heute an und wird seit 1992 durch die Saat-Gut Plaußig Voges KG betrieben, obwohl durch die Anlage des Gewerbegebietes (ab 1993) und den Bau des BMW-Werkes (ab 2002) große landwirtschaftliche Nutzflächen verlorengingen.
Am 1. September 1995 wurde Plaußig nach Leipzig eingemeindet und mit Portitz zum Ortsteil Plaußig-Portitz vereint. Ein gegen die Eingemeindung angestrengtes verwaltungsgerichtliches Verfahren blieb ohne Erfolg.

## Bevölkerung
Angaben sind ab 2000 nur für den gesamten Ortsteil Plaußig-Portitz verfügbar.
| Jahr | Plaußig |
| ---- | ------- |
| 1834 | 266     |
| 1871 | 342     |
| 1890 | 367     |
| 1910 | 485     |
| 1925 | 537     |
| 1939 | 681     |
| 1946 | 744     |
| 1950 | 752     |
| 1964 | 714     |
| 1990 | 550     |

| Jahr | Plaußig-Portitz |
| ---- | --------------- |
| 2000 | 2.590           |
| 2005 | 2.714           |
| 2010 | 2.669           |
| 2015 | 2.612           |
| 2020 | 2.928           |
| 2024 | 3.441           |

Stand: 31.12. des jeweiligen Jahres

## Politik
Für Plaußig ist ein eigener Ortschaftsrat eingerichtet, während Portitz im Stadtbezirksbeirat Nordost vertreten ist.

### Ortschaftsrat
Seit der Ortschaftsratswahl am 9. Juni 2024 verteilen sich die 5 Sitze des Ortschaftsrates folgendermaßen auf die einzelnen Gruppierungen:
| Partei/Liste | % 2024 | Sitze 2024 |
| ------------ | ------ | ---------- |
| FFw-P        | 53,2 % | 3          |
| CDU          | 40,6 % | 2          |
| Grüne        | 6,2 %  | -          |

## Sehenswürdigkeiten
- Kirche Plaußig, verputzter Bruchsteinbau, 1726–1728 errichtet, Ausstattung von 1772

## Verkehr
Die Autobahn 14 im Südwesten ist an der Auffahrt Leipzig-Messegelände in drei Kilometer Entfernung zu erreichen. Über die Buslinien 82 & 83 ab Thekla ist der Ort sowie über die Buslinie 84 das Gewerbegebiet Plaußig mit dem Leipziger ÖPNV-Netz verbunden.